# Raugiszki
Raugiszki (biał. Раўгішкі; ros. Равгишки) – chutor na Białorusi, w obwodzie witebskim, w rejonie brasławskim, w sielsowiecie Plusy.
Inna nazwa miejscowości to Rawgiszki.

## Historia
W czasach zaborów ówczesna wieś leżała w granicach Imperium Rosyjskiego.
W latach 1921–1945 kolonia leżała w Polsce, w województwie nowogródzkim (od 1926 w województwie wileńskim), w powiecie brasławskim, w gminie Plusy.
Według Powszechnego Spisu Ludności z 1921 roku zamieszkiwało tu 85 osób, wszystkie były wyznania rzymskokatolickiego. Jednocześnie 84 mieszkańców zadeklarowało polską przynależność narodową a 1 białoruską. Było tu 18 budynków mieszkalnych. W 1931 w 19 domach zamieszkiwało 80 osób.
Wierni należeli do parafii rzymskokatolickiej w Plusach. Miejscowość podlegała pod Sąd Grodzki w Brasławiu i Okręgowy w Wilnie; właściwy urząd pocztowy mieścił się w Plusach.
W wyniku napaści ZSRR na Polskę we wrześniu 1939 miejscowość znalazła się pod okupacją sowiecką. Od czerwca 1941 roku pod okupacją niemiecką. W 1944 miejscowość została ponownie zajęta przez wojska sowieckie i włączona do Białoruskiej SRR.
Od 1991 w składzie niepodległej Białorusi.